# Hoppenrade
Hoppenrade település Németországban, Mecklenburg-Elő-Pomeránia tartományban. Lakosainak száma 625 fő (2023. december 31.).

## Népesség
A település népességének változása:
| Lakosok száma | 635  | 642  | 637  | 643  | 625  |
|               | 2017 | 2019 | 2021 | 2022 | 2023 |